# René Kahn
René Kahn (Amsterdam, 18 juni 1954) is een Nederlandse psychiater en hoogleraar gespecialiseerd in de biologische achtergronden van angststoornissen en schizofrenie.

## Biografie
Kahn studeerde van 1972 tot 1979 geneeskunde aan de Rijksuniversiteit Groningen, alwaar hij zijn artsexamen behaalde in 1979. Daarna specialiseerde hij in psychiatrie  aan de Rijksuniversiteit Utrecht en neurologie in het Academisch Medisch Centrum. Sinds 1986 staat hij ingeschreven als zenuwarts. In 1985 vertrok hij naar de Verenigde Staten, waar hij onderzoek deed naar de biologische achtergronden van angststoornissen en schizofrenie. In totaal werkte hij acht jaar als psychiater en wetenschappelijk onderzoeker in twee ziekenhuizen in New York. In 1990 promoveerde hij bij de hoogleraren Van Praag en De Wied aan de Rijksuniversiteit Utrecht op het proefschrift Serotonin Receptor Hypersensitivity in Panic Disorder: an Hypothesis.
Sinds 1993 is Kahn hoogleraar klinische en biologische psychiatrie aan de Universiteit Utrecht en hoofd van de afdeling psychiatrie van het Universitair Medisch Centrum Utrecht. In deze functie is hij verantwoordelijk voor de opleiding van de arts-assistenten psychiatrie.
Kahn doet onderzoek naar biologische oorzaken van psychiatrische aandoeningen als schizofrenie en angststoornissen.
Momenteel geeft hij leiding aan een onderzoeksproject naar de biologische en omgevingsfactoren die een rol spelen bij schizofrenie.  Hij heeft mede het bewijs geleverd dat schizofrenie wordt veroorzaakt door een afwijking in het centrale deel van de hersenen.
Van 2003 tot 2006 was Kahn voorzitter van de Nederlandse Vereniging voor Psychiatrie. In 1989 werd hij onderscheiden met de Ramaermedaille, een Nederlandse prijs voor verricht onderzoek op het gebied van de psychiatrie. In 2009 werd hij gekozen als lid van de Koninklijke Nederlandse Akademie van Wetenschappen (KNAW).
Kahn heeft meerdere boeken geschreven voor een breed publiek zoals Onze hersenen en In de spreekkamer van de psychiater. Hij was gast in televisieprogramma's als Pauw & Witteman, Kijken in de ziel, Opgenomen en Boeken.

## Selectie van publicaties
- Psychofarmaca: een leidraad voor de praktiserend medicus; H.M. van Praag met medewerking van W.M.A. Verhoeven en R.S. Kahn; Van Gorcum (1988); ISBN 9023223497
- Perspectief (Inaugurele rede Universiteit Utrecht); René Kahn; Bunge (1994); ISBN 9063482981
- Farmacotherapie in de psychiatrie; onder redactie van R.S. Kahn & F.G. Zitman, Elsevier/Bunge (1999), ISBN 9035220536
- Onze hersenen: over de smalle grens tussen normaal en abnormaal; René Kahn; Balans (2006); ISBN 9050187129
- In de spreekkamer van de psychiater; René Kahn; Balans (2008); ISBN 9789050188814
- Gids pillen en psychiatrie: ziektebeelden, herkenning, behandeling, geneesmiddelen, bijwerkingen; editie 2008/2009,  René Kahn; Balans (2008), ISBN 9050188850
- De tien geboden voor het brein. Balans (2011),  ISBN 9789460033391
- De appel en de boom. Balans (2011), ISBN 9460032958
- Op je gezondheid?: over de effecten van alcohol; René Kahn; Balans (2016); ISBN 9789463820981